# Jan Hendrikstraat (Den Haag)
De Jan Hendrikstraat is een straat in het centrum van Den Haag, in de buurt Kortenbos.

## Historie
De straat is vernoemd naar Jan Heyndricks, die in 1395 werd genoemd als eigenaar van een huis bij het Westeinde. Tot 1923 liep de straat van het Westeinde tot de Laan, en was de straat ook smaller. Pas in 1923, door het afbreken van diverse panden, kreeg de straat de huidige breedte. Dat zelfde jaar werd de straat doorgebroken van de Laan naar de Prinsegracht. Dit sloot aan op de ook in die tijd verbrede Torenstraat. Als gevolg hiervan zijn er weinig oude panden over. Maar de nummers 17 tot 21A hebben toch de status "stadsbeeldbepalend". Het middelste pand op nummer 19 heeft nog de originele 17e-eeuwse klokgevel. In het grote moderne kantoorpand uit 1963 zat oorspronkelijk de Nutsspaarbank, maar ook de politie en de PTT. In 1982 verhuisde de politie naar een eigen pand op nummer 85, en dat is nog steeds zo. Na renovatie van het bankgebouw is er nu hotel en een gezondheidscentrum in gevestigd. Achter het pand bevindt zich de openbare Nutstuin, onderdeel van het Nutshuis. Het Nutshuis is het oude hoofdkantoor van de Nutsspaarbank; op de hoek van de Riviervismarkt. Dit hoofdkantoor uit 1921 was tot 2002 in gebruik.

## Tram en bus
Oorspronkelijk was het onmogelijk om met trams door de Jan Hendrikstraat en Torenstraat te rijden. Daarom reed paardentramlijn A vanuit de smalle Boekhorststraat via krappe straten: Assendelftstraat, Vleerstraat, Breedstraat en Noordwal. In 1905 werd dit de elektrische lijn 2 (1e). In 1926 werd de krappe route verlaten en ging lijn 2 door Jan Hendrikstraat en Torenstraat rijden. In 1937 werd lijn deze lijn 2 opgeheven. Sindsdien was er geen reguliere tramlijn meer door de Jan Hendrikstraat, maar de rails in de Jan Hendrikstraat-Boekhorststraat bleef liggen voor omleidingen. Pas in 1968 verdween de rails naar en in de Boekhorststraat, en kwam er een spoordriehoek, zodat de Jan Hendrikstraat van beide kanten bereikbaar was; vanaf de Prinsegracht en vanuit de Grote Marktstraat. Bij de aanleg van de tramtunnel in 1998 is de bocht Grote Markt-Jan Hendrikstraat verdwenen. De bocht Prinsegracht-Jan Hendrikstraat wordt nu nog steeds regelmatig kortere of langere tijd gebruikt bij omleidingen. Voor de Grote Kerk was er tot 1961 dubbelspoor. Omdat de route Jan Hendrikstraat-Torenstraat allang niet meer regulier gebruikt werd, werd toen 1 spoor verwijderd. Sindsdien moeten eventuele trams naar de Torenstraat toe bijna een heel rondje om de kerk heen rijden.Het traject Jan Hendrikstraat-Kerkplein-Gravenstraat-Buitenhof is geschikt gemaakt voor RandstadRail.
In 1925-1926 heeft HTM-buslijn 4 (2e) door de straat gereden, en in 1926 HTM-buslijn 7. Dat waren de eerste HTM-buslijnen in Den Haag. Later hebben buslijn K (2e&3e), P, T en 22 hier nog gereden. Sinds 1965 rijd er geen buslijn meer door Jan Hendrikstraat en Torenstraat.
Straten: Achterom · Alexanderstraat · Van Alkemadelaan · Amaliastraat · Amsterdamse Veerkade · Benoordenhoutseweg · Bezuidenhoutseweg · Cantaloupenburg · Denneweg · Fluwelen Burgwal · Geest · Gravenstraat · Groenewegje · Groot Hertoginnelaan · Grote Marktstraat · Herengracht · Heulstraat · Hogewal · Hooigracht · Javastraat · Juffrouw Idastraat · Kazernestraat · Kneuterdijk · Korte Vijverberg · Korte Voorhout · Laan Copes van Cattenburch · Laan van Meerdervoort · Laan van Nieuw Oost-Indië · Lange Beestenmarkt · Lange Poten · Lange Vijverberg · Lange Voorhout · Lijnbaan · Mallemolen · Mauritskade · Melis Stokelaan · Van Merlenstraat · Molenstraat · Nassaulaan · Nieuwe Haven · Nieuwe Schoolstraat · Nieuwe Uitleg · Nobelstraat · Noordeinde · Oude Boomgaardstraat · Oude Molstraat · Parkstraat · Paviljoensgracht · Piet Heinstraat · Prinsegracht · Prinsessegracht · Prinsestraat · Rijswijkseweg · Riouwstraat · Schalk Burgerstraat · Schedeldoekshaven · Schelpkade · Schenkkade · Scheveningseveer · Scheveningseweg · Schuddegeest · Slijkeinde · Smidswater · Sophialaan · Sportlaan · Spui · Spuistraat · Surinamestraat · Theresiastraat · Torenstraat · Tournooiveld · Trekvlietplein · Turfmarkt · Vaillantlaan · Vondelstraat · Wagenstraat · Weimarstraat · Westeinde · Wijnhaven · Witte de Withstraat · Zeestraat

Pleinen: Alexanderplein
· Anna Paulownaplein
· Bankaplein
· Binnenhof
· Buitenhof
· Burgemeester De Monchyplein
· Clioplein
· Elandplein 
· Esperantoplein
· Groenmarkt
· Grote Markt
· Hofplaats
· Kerkplein
· Koningsplein
· Loosduinse Hoofdplein
· Malieveld
· Muzenplein
· Nassauplein
· Plaats
· Plein
· Plein 1813
· Prins Hendrikplein
· Prinsenvinkenpark
· Regentesseplein
· Rond de Grote Kerk
· Spuiplein
· Tournooiveld
· Vaillantplein
· Varkenmarkt
· Visbanken
· Wijnhaven